# Psectrocladius brehmi
Psectrocladius brehmi är en tvåvingeart som beskrevs av Jean-Jacques Kieffer 1923. Psectrocladius brehmi ingår i släktet Psectrocladius och familjen fjädermyggor. Inga underarter finns listade i Catalogue of Life.